# 1999 en musique classique
| \| • Retour à la chronologie générale de la musique classique • \| |
| Grèce • Rome • Haut Moyen Âge • VIIIe siècle • IXe siècle • Xe siècle • XIe siècle XIIe siècle • XIIIe siècle • XIVe siècle • XVe siècle • XVIe siècle • XVIIe siècle XVIIIe siècle • XIXe siècle • XXe siècle • XXIe siècle |
| • Retour à la chronologie générale de la musique classique • |

| Années en musique classique : 1996 - 1997 - 1998 - 1999 - 2000 - 2001 - 2002    |
| Décennies en musique classique : 1960 - 1970 - 1980 - 1990 - 2000 - 2010 - 2020 |

## Événements

### Créations
- 6 février : Bug (1998) de Bruno Mantovani, pièce pour clarinette seule créée par le clarinettiste Philippe Berrod lors du festival de Mériel.
- 22 mai : Triple Quartet (1998) de Steve Reich, créé par le Kronos Quartet au Kennedy Center de Washington, D.C..
- 24 juillet : Cronaca del luogo, opéra de Luciano Berio, créé sous la direction de Sylvain Cambreling au Manège des rochers, Salzbourg.
- 24 juillet : La terribile e spaventosa storia del Principe di Venosa e della bella Maria, opéra de Salvatore Sciarrino d'après la vie et l'œuvre de Carlo Gesualdo, créé à Sienne.
- 11 novembre : Oltra Mar de Kaija Saariaho à New York par Kurt Masur.
- 19 novembre : Cantique des degrés  pour chœur mixte et orchestre d'Arvo Pärt, créé à Monaco.
- 10 décembre : Wintermärchen, opéra de Philippe Boesmans, à Bruxelles.

#### Date indéterminée
- le Concerto pour piano no 3 (1998) de Einojuhani Rautavaara, créé par Vladimir Ashkenazy jouant et dirigeant l'Orchestre philharmonique d'Helsinki.

### Autres
- 1er janvier : concert du nouvel an de l'orchestre philharmonique de Vienne au Musikverein, dirigé par Lorin Maazel.

#### Date indéterminée
- L'Orchestre symphonique de Mont-Royal et son chef Michel Brousseau s'établissent de façon permanente dans les Laurentides. L'orchestre adopte le nom d' « Orchestre philharmonique du Nouveau Monde. »

## Prix
- Vitaly Samoshko (Ukraine) obtient le 1er prix de piano du Concours musical international Reine-Élisabeth-de-Belgique.
- Uljas Pulkkis (Finlande) obtient le 1er prix de composition du Concours musical international Reine-Élisabeth-de-Belgique.
- Sayaka Shoji obtient le 1er prix de violon du Concours international de violon Niccolò Paganini.
- Le Quatuor Arditti reçoit le prix Ernst von Siemens.
- Iannis Xenakis reçoit le Prix Polar Music.
- Stephan Genz, baryton, reçoit le prix Brahms.
- Sofia Goubaïdoulina reçoit le Léonie Sonning Music Award.
- Wolfgang Rihm reçoit le prix Bach de la Ville libre et hanséatique de Hambourg.
- Joaquim Homs reçoit le Prix national de musique de Catalogne.

## Naissances
- 16 octobre : Tomoharu Ushida, pianiste japonais.

### Date indéterminée
- Stephanie Childress, cheffe d'orchestre franco-britannique.

## Décès

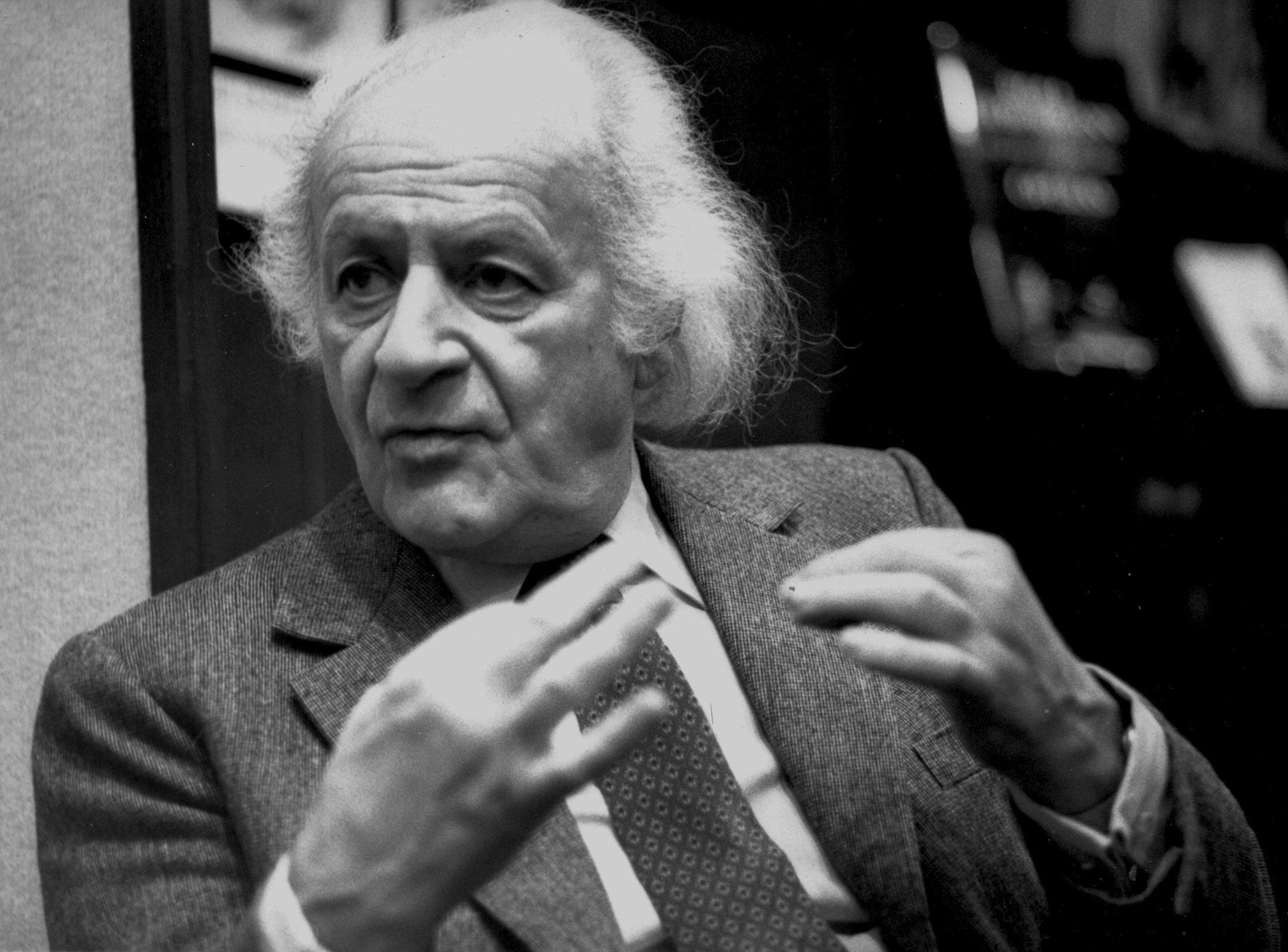
Rolf Liebermann

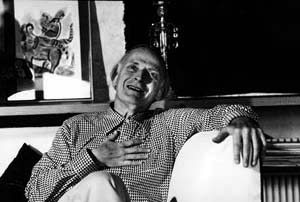
Yehudi Menuhin (1980)

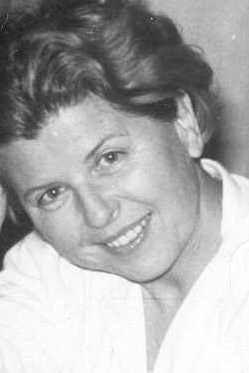
Maria Stader

- 2 janvier : Rolf Liebermann, compositeur, chef d'orchestre, metteur en scène et producteur suisse (° 14 septembre 1910).
- 6 janvier : René Berthelot, compositeur et chef d'orchestre français (° 11 janvier 1903).
- 19 janvier : Bernard Lefort, chanteur lyrique français, puis directeur de scènes lyriques (° 29 juillet 1922).
- 21 janvier : Jacques Chailley, musicologue et compositeur français (° 24 mars 1910).
- 26 janvier : Jeanne-Marie Darré, pianiste française (° 30 juillet 1905).
- 29 janvier : Valeri Gavriline, compositeur russe et soviétique (° 17 août 1939).
- 31 janvier : Fanély Revoil, soprano française (° 25 septembre 1906).
- 16 février : 
  - Necil Kazım Akses, compositeur turc (° 6 mai 1908).
  - Johan Kvandal, compositeur norvégien (° 8 septembre 1919).
- 25 février : Sol Schoenbach, bassoniste et pédagogue américain (° 15 mars 1915).
- 4 mars : Miłosz Magin, pianiste et compositeur polonais (° 6 juillet 1929).
- 9 mars :
  - Éliane Richepin, pianiste et compositrice française (° 1910).
  - Harry Somers, compositeur canadien (° 11 septembre 1925).
- 12 mars : Yehudi Menuhin, violoniste américain (° 22 avril 1916).
- 13 mars : Bidu Sayão, soprano brésilienne (° 11 mai 1902).
- 20 mars : Elsa Barraine, compositrice française (° 13 février 1910).
- 19 avril : Léon Barzin, chef d'orchestre américain, né belge (° 27 novembre 1900).
- 27 avril : Maria Stader, soprano suisse (° 5 novembre 1911).
- 1er mai : Roger Cotte, flûtiste et musicologue français (° 21 juillet 1921).
- 9 mai : 
  - Harry Blech, violoniste et chef d'orchestre britannique (° 2 mars 1910).
  - Božidar Kantušer, compositeur slovène (° 5 décembre 1921).
- 12 mai : Jozef Cleber, compositeur néerlandais (° 2 juin 1916).
- 15 mai : Ernst Mosch, chef d'orchestre et compositeur allemand (° 7 novembre 1925).
- 19 mai : James Blades, percussionniste anglais (° 9 septembre 1901).
- 26 mai : Paul Sacher, chef d'orchestre et industriel suisse (° 28 avril 1906).
- 29 mai : Heinz Freudenthal, altiste et chef d'orchestre suédois (° 25 avril 1905).
- 7 juin: Salvador Moreno Manzano, compositeur et historien d'art mexicain (° 1916)
- 9 juin : Maurice Journeau, compositeur français (° 17 novembre 1898).
- 21 juin : Amédée Borsari, compositeur français (° 23 décembre 1905).
- 22 juin : Luboš Fišer, compositeur tchèque (° 30 septembre 1935).
- 27 juin : Einar Englund, compositeur finlandais (° 17 juin 1916).
- 1er juillet : Stig Westerberg, chef d'orchestre suédois (° 26 novembre 1918).
- 2 juillet : Angelo Paccagnini, compositeur et pédagogue italien (° 17 octobre 1930).
- 6 juillet : Joaquín Rodrigo, compositeur espagnol (° 22 novembre 1901).
- 8 juillet : Louis Aubeux, ecclésiastique et organiste français (° 1917).
- 21 juillet : Roger Cotte, flûtiste et musicologue français (° 1er mai 1999).
- 22 juillet : Ladislav Slovák, chef d'orchestre slovaque (° 10 septembre 1919).
- 23 juillet : Noël Lancien, compositeur, chef d'orchestre et pédagogue français (° 24 décembre 1934).
- 30 juillet : Egida Giordani Sartori : claveciniste et professeure de musique italienne (° 14 septembre 1910).
- 24 août : Alexandre Lagoya, guitariste français (° 29 juin 1929).
- 2 septembre : Eliška Kleinová, pianiste tchèque (° 27 février 1912).
- 10 septembre : Alfredo Kraus, ténor espagnol (° 24 novembre 1927).
- 13 septembre : Jeanine Rueff, compositrice et pédagogue française (° 5 février 1922).
- 2 octobre : Georg Tintner, chef d'orchestre autrichien, naturalisé néo-zélandais (° 22 mai 1917).
- 31 octobre : Howard Ferguson, compositeur, pianiste, pédagogue et musicologue britannique (° 21 octobre 1908).
- 12 novembre : Gaby Casadesus, pianiste française (° 9 août 1901).
- 13 novembre : Vladimir Sokolov, clarinettiste soviétique (° 21 février 1936).
- 14 novembre : György Sebök, pianiste et pédagogue hongrois (° 2 novembre 1922).
- 23 décembre : Marcel Landowski, compositeur français (° 18 février 1915).